# Kupferhof
Kupferhof oder Kupfermeisterhof ist eine regionale Bezeichnung für frühneuzeitliche Produktionsstätten für Messing, die im 16. und 17. Jahrhundert in Aachen und vom Ende des 16. bis zum Anfang des 19. Jahrhunderts vorwiegend im benachbarten Stolberg von Kupfermeistern betrieben wurden.
Die heute noch erhaltenen Kupferhöfe sind ausschließlich in Stolberg zu finden. Dort liegen sie in den Kernbereichen der Stadt von Oberstolberg und Unterstolberg. Die meisten von ihnen wurden in ihrer Geschichte renoviert, manche mehrmals und etliche in der zweiten Hälfte des 20. Jahrhunderts. Die meisten sind heute denkmalgeschützt, und alle werden privat genutzt.
In Aachen sind keine Kupferhöfe erhalten geblieben. Von den ehemaligen waren die Bedeutendsten die von der Familie Amya betriebene Pletschmühle im Bereich des heutigen Kugelbrunnens sowie der von Johann Gerhard Schervier eingerichtete Kupferhof am Schweinemarkt, dem heutigen Templergraben, in dem 1839 die Tuchfabrik Marx & Auerbach einzog.

## Produktion
Bei der Produktion wurden 70 % Kupfer mit 30 % Zinkblende verschmolzen, die aus dem vor Ort reichlich vorhandenen Galmei stammte. Da das Galmei Zink nicht in Reinform enthielt, betrug das Mischungsverhältnis zwei Anteile Galmei zu einem Anteil Kupfer, das als einziger Roh- und Brennstoff importiert werden musste. Da Zink noch nicht als Element isoliert war, nannte man Messing zur Unterscheidung vom eigentlichen so genannten „roten“ Kupfer „gelbes Kupfer“. So erklärt sich der Wortbestandteil „Kupfer“ im Namen der Produktionsstätten und ihrer Betreiber.
Erzmühlen (Galmeimühlen), Blasebälge und Hämmer wurden mit der Wasserkraft des Vichtbachs angetrieben, der zu diesem Zweck in Mühlenteichen aufgestaut wurde. Daher rührt die Bezeichnung des heutigen Stolberger Stadtteils Mühle in Unterstolberg, wo noch der ehemalige Ellermühlenteich als Bastinsweiher erhalten ist. Als Reduktionsmittel diente Holzkohle, für welche die umliegenden Wälder gerodet wurden. Die eigentliche Feuerung erfolgte mit Steinkohle, die im Norden von Stolberg abgebaut wurde.
Nur Messing, das aus Altenberger Galmei und Mansfelder Kupfer gewonnen worden war, durfte mit dem Aachener Stadtwappen gestempelt werden. Eine Notariatsurkunde aus dem Jahr 1559 nennt 69 Kupfermeister namentlich. Gleichzeitig gab es 1.000 Kupferknechte. 1581 berichtet eine Quelle von etlichen tausend Personen, die die Messingindustrie in der Stadt ernährte.
Ein Kupferhof mittlerer Größe umfasste fünf Messingöfen, eine Galmeimühle und drei Mühlenbäume mit je drei Hämmern (Hammerwerk sowie Tiefmühle). Auf ihm arbeiteten etwa 40 Hilfskräfte. Für einen Hof mit zwei Öfen werden 17 bis 25 Knechte in den Quellen angegeben. Man schätzt, dass während des 18. Jahrhunderts im Stolberger Messinggewerbe zwischen 600 und 1.200 bis 1.300 Arbeitskräfte (Schlafburschen) beschäftigt waren, die zu einem großen Teil aus der Eifel einpendelten. Für 1726 sind 200 Messingöfen belegt, die pro Jahr insgesamt 60.000 Zentner Messing erzeugten.
Hergestellt wurden Messingplatten. Sie wurden zu Draht weiterverarbeitet, der seiner Menge nach eines der wichtigsten Erzeugnisse war. Er wurde nicht nur nach Frankreich exportiert, sondern fand in der Uhrenherstellung Verwendung und wurde zu Haken, Ringen, Ketten, Pferdezäumen und Nadeln weiterverarbeitet. Kratzen zum Wollekämmen wurden ebenfalls aus Messingdraht hergestellt.
Daneben wurde Messing auch zu Handfeuerwaffen und Pulverflaschen verarbeitet, aber auch zu Haushaltsgegenständen wie Wasserkesseln, Löffeln, Feuerböcken, Kamineinfassungen und Laternen. Stand-, Wand- und Kronleuchter wurden in Aachen hergestellt; liturgisches Gerät wurde aus Aachen und Stolberg ausgeführt.
Der Betrieb eines Kupferhofs erforderte ständig ein Kapital von etwa 20.000 Reichstalern. Der hohe Kapitaleinsatz, die Integration verschiedener Produktionsschritte und die Nutzung der Naturkräfte machen die Messingindustrie der Kupferhöfe zu einer wichtigen wirtschaftsgeschichtlichen Etappe vor der Industrialisierung, deren Maschineneinsatz (Dampfmaschine) und Massenfertigung die Kupferhöfe wie die Reitwerke unrentabel werden ließ. Einige wurden unter den veränderten Bedingungen weiter betrieben. 1852 waren noch zwölf Anlagen in Betrieb, Anfang des 20. Jahrhunderts nur noch drei metallverarbeitende Fabriken (Prym, Schleicher und von Asten & Lynen), die 1895 zusammen 90.000 bis 100.000 Zentner Messing produzierten.

## Architektur und Geschichte
Bedingt zum einen durch die Aachener Religionsunruhen, in deren Verlauf evangelische Bürger in Aachen mit der Reichsacht bedroht wurden und zum anderen durch die rigiden Zunftgesetze gemäß dem Aachener Gaffelbrief, entschlossen sich viele Unternehmer, Aachen zu verlassen und sich in liberaleren Nachbarstädten eine neue Existenz aufzubauen. Zu diesen Auswanderern gehörten vor allem die Familien Schleicher, Hoesch, Prym, Peltzer, Lynen und van Asten, wobei es für einige von ihnen die zweite Emigration war, da sie Jahre zuvor bereits vor den katholischen Truppen von Herzog Alba aus den Kupferminen von Flandern und Nordfrankreich nach Aachen geflohen waren.
Im Jahre 1575 war es der Aachener Kupfermeister Leonard Schleicher, der den ersten Kupferhof in Stolberg sowie drei weitere in der Folgezeit erbaute. 1598 waren ein gutes Dutzend in Betrieb, bis 1663 stieg die Zahl auf 90 bis 95 Schmelzöfen in Stolberg. Parallel dazu sank die Zahl der Öfen in Aachen von 100 im Jahre 1603 auf 12 bis 25 im Jahre 1663. Es fand eine Produktionsverlagerung, bei der neben den zuvor beschriebenen Gründen auch der Aachener Stadtbrand von 1656 eine Rolle spielte, jedoch keine Ausweitung statt. Die Gesamtproduktion in beiden Städten dürfte in diesem Zeitraum bei zusammen 30.000 Zentnern Messing jährlich gelegen haben.
Das Messinggewerbe bot für die nächsten mehr als zweihundert Jahren zahlreiche Arbeitsplätze für die Bevölkerung, erst recht, nachdem die Stolberger Kupfermeister im 18. Jahrhundert ein europaweites Messingmonopol erhalten hatten und ihre Marktstellung dadurch weiter ausbauen und festigen konnten. Dies führte zu einer Glanzepoche in der Wirtschaftsgeschichte der Stadt und zum zunehmenden Wohlstand der Kupfermeister selbst.
Die Kupferhöfe waren nicht nur Produktionsstätten, sondern dienten ihren Besitzern auch als Wohnstätten und in unruhigen Zeiten der Verteidigung. Anstelle wuchtiger Wehrbauten begann man ab der Mitte des 17. Jahrhunderts infolge der Beruhigung der politischen Lage nach dem Dreißigjährigen Krieg barocke Palais zu errichten bzw. alte Bauten umzugestalten. Sie entsprachen dem großbürgerlichen Repräsentationswillen ihrer Eigentümer, deren Wappen noch heute an den Gebäuden zu sehen sind. Ihr Besitz wechselte häufig und war nicht immer unumstritten. Sie breiteten sich von der Altstadt immer weiter im Vichtbachtal nach Norden und Süden aus.
Die frühesten bildlichen Darstellungen von Gebäuden, die zu späterer Zeit als Kupferhöfe dienten, finden sich auf der farbigen Karte des Vichttales, die der Maler und Zeichner Egidius von Walschaple in den Jahren 1546/48 anlässlich eines langjährigen Rechtsstreites um Landbesitz und Wasser- sowie sonstiger Nutzungsrechte zwischen den Herren von Stolberg und den Reichsäbten von Kornelimünster erstellte.
Nach dem Ende der Messingproduktion fanden Kupferhöfe zu verschiedenen wechselnden Zwecken Verwendung. Manche dienten eine Zeit lang anderer Produktion (v. a. Glas- und Textilherstellung) oder waren Sitz von Firmenverwaltungen (Hof Blankenberg, Grünenthal). Andere wurden abgerissen. Die meisten sind bis heute zumindest in Teilen erhalten und werden zu administrativen, kulturellen und privaten Zwecken genutzt.
Die Kupfermeister haben Stolbergs Stadtbild nachhaltig geprägt.

## Kupferhöfe in Stolberg

### Unterstolberg
Bei den jüngeren Anlagen weiter im Norden handelt es sich überwiegend um repräsentative Hofanlagen, die weitläufig und alleinstehend ausgeführt sind. Von ehemals mehr als zehn Höfen sind heute nur noch vier erhalten.

| Name/Lage                                      | Beschreibung | Bild           |
| ---------------------------------------------- | --- | -------------- |
| Kupferhof Roderburgmühle Dammgasse (Lage)      | Der Kupferhof Roderburgmühle trägt seinen Namen wegen einer vorgelagerten Galmeimühle. In ihm gingen u. a. die benachbarten Feldmühle (Veldtmühle) und die Jan-Ravens-Mühle auf. Er war die Keimzelle weiterer Kupferhöfe in der unmittelbaren Umgebung, so die Kupferhöfe Bierweide, Mommas Hof, Peltzerhof, Stöck, Stürenhof, Unterster Hof, Weide und Wuppermannshof. 1615 errichtete Heinrich Peltzer das neue Herrenhaus. Um die Wende vom 19. zum 20. Jahrhundert beherbergte die Roderburgmühle eine Fabrik für Stecknadeln sowie Haken und Ösen der Firma Schleicher. Der 1983 zusammen mit dem Mühlener Markt renovierte Kupferhof dient heute als Wohnanlage. | Roderburgmühle |
| Kupferhof Stöck Auf der Mühle (Lage)           | Der Hof Stöck wurde 1727 vom Ehepaar Peltzer-Prym erbaut. Das Allianzwappen des Erbauerehepaares ist noch über dem Eingangstor erhalten. Ebenfalls die Fassade des Herrenhauses blieb in ihrer ursprünglichen Gestalt erhalten, während die übrigen Gebäudeteile im Krieg zerstört wurden. Seit seinem Wiederaufbau dient der Kupferhof als Wohnanlage. | weitere Bilder |
| Kupferhof Unterster Hof Eisenbahnstraße (Lage) | Der Unterster Hof, auch Hof Bleibtreu oder Burg Bleibtreu genannt, heißt so, weil er der nördlichste erhaltene Kupferhof ist. Er wurde von Servas von der Weiden und Konrad Östlinger im 17. Jahrhundert erbaut. Seine Wasserräder wurden vom Ellermühlenteichlauf gespeist, der am Ellermühlenweiher (dem heutigen Bastinsweiher) seinen Anfang nahm. Das Mühlengebäude aus dem Jahr 1612 dient heute noch der Messingindustrie. Zu sehen sind Gießsteine zum Vergießen von Messingplatten, die vornehmlich im 17. Jahrhundert verwendet worden sind. Nach und nach gelangte die Familie Schleicher ganz in den Besitz des Kupferhofs. 1848 errichtete Eduard Schleicher das Haupthaus in seiner heutigen Form, das nach Beschädigungen im Zweiten Weltkrieg renoviert wurde. | weitere Bilder |
| Kupferhof Weide Europastraße (Lage)            | Der Hof Weide wurde wohl 1615 von Simon Lynen begründet. Der älteste noch erhaltene Gebäudeteil wurde nach 1723 errichtet. Große Teile der Anlage ließ Emil Schleicher 1905 historistisch umgestalten. Das Herrenhaus wurde 1944 durch Kriegseinwirkung zerstört und schlicht in Bruchstein wiederaufgebaut. Heute dient der Kupferhof als privates Wohnhaus. | weitere Bilder |

### Oberstolberg
In der Oberstolberger Altstadt liegen hauptsächlich ältere Kupferhöfe, die noch eine wuchtige, wehrhafte Bauweise aufweisen und sich in die dichte Bebauung der Altstadt einfügen.

| Name/Lage                                             | Beschreibung | Bild                |
| ----------------------------------------------------- | --- | ------------------- |
| Kupferhof Bernardshammer Zweifaller Straße 200 (Lage) | Der Kupferhof Bernardshammer, außerhalb des Stolberger Ortskerns und rechts der Zweifallerstraße in Richtung Nachtigällchen, wurde 1564 von Bernard Mondenschein zunächst als Reitwerk erbaut. Nach seinem Umbau zum Kupferhof in der ersten Hälfte des 17. Jahrhunderts wurde der Kleinbernardshammer über Generationen hinweg von der Familie Schleicher betrieben, die ihn 1723 durch Leonhard Schleicher V. um ein neues, repräsentatives Herrenhaus erweiterten, das im Gegensatz zum Reitwerk Großbernardshammer genannt wurde. | weitere Bilder      |
| Kupferhof Enkerei Enkereistraße (Lage)                | Der Kupferhof Enkerei, auch Weltzerhof, anfangs auch Henkerey genannt, der um 1580 von den Brüdern Gerlach und Wilhelm Beck gegründet und 1650 von Abraham Beck betrieben wurde, ist teilweise abgerissen, stark verändert und heute nicht mehr als solcher zu erkennen. Einen Söller, der zu diesem Hof gehörte, nutzten die Lutheraner von 1609 bis zur Fertigstellung der Vogelsangkirche 1648 als Versammlungsort für ihre Gottesdienste. Im Jahr 1711 erwarb Abraham Friedrich Peltzer die Enkerei und ließ 1730 als Erweiterung den Hof Sonnental erbauen, der sich als eigenständiges Bauensemble mit einer eigenen Unternehmensgeschichte etablierte. | weitere Bilder      |
| Kupferhof Grünenthal Steinfeldstraße 2 (Lage)         | Der Kupferhof bzw. Kupfermeisterhof Grünenthal, genannt auch Hof Grünenthal (zu Stolberg), „auf dem Styrenbend“ am Fuße der Steinfeldstraße wurde 1699 bis 1703 von Mathias Peltzer als dreiflügelige Hofanlage mit zwei Turmtrakten an einer Stelle erbaut, an der bereits seit 1633 die Familien Lynen und Peltzer Kupfer- und Galmei-Mühlen betrieben hatten. Die Messingfabrikation hatte Heinich Peltzer, ein Enkel von Mathias Peltzer, 1754 eingestellt. Nach mehreren Zwischenbesitzern übernahm 1889 die Unternehmerfamilie Wirtz den Komplex und betrieb dort zunächst eine Seifenproduktion und gründete nach dem Zweiten Weltkrieg auf dem Hof die Grünenthal GmbH. | weitere Bilder      |
| Kupferhof Knautzenhof In der Schart 3 (Lage)          | Der Knautzenhof wurde zusammen mit dem Kupferhof Schart kurz vor 1600 von Leonhard Schleicher hinter diesem für seine Söhne erbaut. Er ist ein vierflügeliger Hof aus Bruchstein und Fachwerk, den ein dreigeschossiges Gebäude mit Mansardendach und rundbogiger Hofeinfahrt beherrscht. Hier richtete Mathias von Asten 1719 Stolbergs erste Tuchfabrik ein. | weitere Bilder      |
| Kupferhof Rose Alter Markt 11 (Lage)                  | Der Kupferhof Rose am Alten Markt/Ecke Burgstraße wurde wahrscheinlich vor 1600 von Lambert Schleicher dem Jüngeren erbaut. Er wurde anfangs als Kupferhof Alter Markt bezeichnet und bildete einst mit dem Kupferhof Fingerhut eine Einheit. Die zwischenzeitlich vom Verfall bedrohte Anlage wurde mittlerweile renoviert und dient heute als sogenannter Kunsthof und beherbergt Ateliers mehrerer Künstler. | Weitere Bilder      |
| Kupferhof Rosenthal Rathausstraße 65–67 (Lage)        | Der Hof Rosenthal neben der Stadthalle wurde 1724 im Auftrag von Johannes Schleicher durch den Baumeister Tilmann Roland aus Kornelimünster als repräsentative barocke Hofanlage mit einem prächtigen Brückentor erbaut. Links vor dem Herrenhaus befinden sich die weißverputzten, ehemaligen Produktionsstätten. Heute Teil des Standesamts Stolberg sowie Veranstaltungsort für Tagungen, Seminare und Familienfeierlichkeiten. | weitere Bilder      |
| Kupferhof Schart In der Schart 1 (Lage)               | Der Kupferhof Schart, in der Nähe des Heinrich-Böll-Platzes bildet einen geschlossenen Baukörper aus vier zweigeschossigen Flügeln mit Mansarddach, die um einen Innenhof gruppiert sind. Zur Straße ausgerichtet ist ein siebenachsiger Flügel aus Bruchstein mit Tordurchfahrt und Mansarddach. Der linke Hofflügel aus Bruchstein stammt aus dem Jahre 1808, der rechte wurde Ende des 18. Jahrhunderts errichtet. Der rückwärtige Gebäudeflügel aus Fachwerk datiert aus dem Anfang des 19. Jahrhunderts. Der Kupferhof wurde zusammen mit dem Knautzenhof kurz vor 1600 von Leonhard Schleicher für seine Söhne in seinen Grundzügen erbaut. Nach 1824 nutzte die Stadt den Kupferhof Schart als Kinderverwahranstalt, Stadtbücherei und Schule. Die 1986 renovierte Schart dient heute als Restaurant. | weitere Bilder      |
| Kupferhof Schleicher Burgstraße 21 (Lage)             | Das Haus ist Stolbergs ältester Kupferhof, der im Jahr 1575 von Leonhard Schleicher errichtet wurde und deshalb anfangs Kupferhof Schleicher genannt wurde. Aus dem Gründungsjahr sind auch noch Maueranker vorhanden. Im Herrenhaus dieses Kupferhofes wurde 1750 die Adler-Apotheke als erste von später sieben Landapotheken des damaligen Landkreises Aachen eingerichtet. Das Gebäude diente bis 1971 ununterbrochen als Apotheke und wird heute als Wohnhaus genutzt | weitere Bilder      |
| Kupferhof Seifenhof Vogelsangstraße 71 (Lage)         | Sein Name leitet sich von „Sief“, einem kleinen Fließgewässer, das vom Donnerberg kommend die Wasserräder des Kupferhofs antrieb und auch von den unterhalb liegenden Gewerken wie Fingerhut, Rose und Schleichers Hof (später Adler Apotheke) genutzt wurde. Der ehemalige Seifenhof ist nur noch in Teilen erhalten geblieben und dient heute als Wohnkomplex. | Kupferhof Seifenhof |
| Kupferhof Sonnental Enkereistraße (Lage)              | Der Kupferhof Sonnental wurde 1730 von Abraham Friedrich Peltzer als Erweiterung seines benachbarten Kupferhofs Enkerei als eigenständiges Bauensemble erbaut. Er ist eine dreiflügelige, zweigeschossige Bruchstein-Hofanlage. Der linke Flügel trägt die Ankerzahl 1873. 1835 richtete die Firma Schuh & Gräff im Sonnental eine Glashütte ein, die weiße und grüne Flaschen herstellte, und 1850 gründete die Firma Dechesne hier eine Eisengießerei, die sie bis in die 1960er-Jahre betrieb. Anschließend wurde der Hof zu einer Wohnanlage umgebaut. | weitere Bilder      |
| Kupferhof Steinfeld Steinfeldstraße 5 (Lage)          | Der Kupferhof Steinfeld, der heute Teil des Bethlehem-Krankenhauses ist, wurde 1679 von Johannes Peltzer erbaut. Seine Architektur ist noch ausgesprochen wuchtig. 1698 wurde von Hermann Peltzer noch ein zweiter errichtet, der zum Unterschied zum ersten, dem Vorderen, das Hintere Steinfeld genannt wurde. Mehrere kleine Bäche vom Donnerberg wurden in Teichen gesammelt, um die Mühlen anzutreiben. Das gesammelte Wasser reichte nach Öffnung der Schleusen allerdings nur für eine halbe Stunde. Das Anwesen blieb im Besitz der Familie Peltzer, bis es die Kirchengemeinde St. Lucia 1866 erwarb und zum Krankenhaus umbaute. | weitere Bilder      |
| Tuchmacherhof Offermann Offermann-Platz (Lage)        | Das Gebäude wurde Anfang des 18. Jahrhunderts als Kupferhof eingerichtet, musste jedoch schon wenig später aufgrund mangelnder Rentabilität verkauft werden. Johann Paul Offermann aus Monschau erwarb 1760 den Hof und richtete dort eine Fertigungsstätte für Feintuche ein, die ihrerseits um 1820 die Arbeit einstellte. Anschließend diente das Gebäude unter wechselnden Besitzer als Wohn- und Gaststättenkomplex und musste mehrfach saniert und restauriert werden. | weitere Bilder      |

### Büsbach
| Name/Lage                                | Beschreibung | Bild           |
| ---------------------------------------- | --- | -------------- |
| Kupferhof Elgermühle Elgermühle 6 (Lage) | Um 1595 von Wilhelm Beck erbauter Kupferhof im oberen Gedautal am Oberlauf der Inde (Münsterbach). Die aus drei Mühlengebäuden bestehende Anlage wurde später als Kornmühle genutzt, bevor sie 1818 von der Firma von Asten & Lynen wieder als Kupfer- bzw. Messingmühle diente. 1818 erwarb sie die Firma Jecker & Lejeune und betrieb dort bis 1860 eine Nähnadelschleiferei. Zwischen 1864 und 1930 war die Elgermühle Standort der Textilindustrie, wurde jedoch später wieder als Getreidemühle genutzt. | weitere Bilder |
| Kupferhof Gedau Gedau 1–9 (Lage)         | Der ebenfalls am Oberlauf der Inde gelegene Kupferhof Gedau wurde in der zweiten Hälfte des 17. Jahrhunderts erbaut. Zwischen 1800 und 1958 war die Gedau Standort des Textilgewerbes und wird nach umfangreichen Restaurierungsarbeiten seit 1981 als Wohnanlage genutzt. | weitere Bilder |

## Kupfermühlen
Neben den Kupferhöfen gab es noch sog. Kupfermühlen, die im Gegensatz zu den Galmeimühlen, welche Erz zerkleinerten, oder mit Getreidemühlen nur die Nutzung der Wasserkraft gemein hatten. Vielmehr dienten sie der Weiterverarbeitung des Plattenmessings, etwa zu Draht oder in so genannten Tiefenhämmern zu flachen, hohlen Gebrauchsgegenständen. Reste von zwei solchen Kupfermühlen sind im Tal des Münsterbachs erhalten.

| Name/Lage                                                | Beschreibung | Bild           |
| -------------------------------------------------------- | --- | -------------- |
| Atscher Mühle Berthold-Wolff-Park, Ortsteil Atsch (Lage) | Die Atscher Mühle im Bereich des heutigen Berthold-Wolff-Platzes südöstlich der Rhenaniastraße ist schon in der Tranchotkarte nachgewiesen, geht jedoch vermutlich noch auf einen älteren Mühlenstandort zurück. 1810 erfolgte die Übernahme des Mühlenstandorts durch Matthias Schleicher, der hier einen Kupferhof errichtete und bis 1873 Messing herstellte. Heute noch erhalten sind zwei Glühöfen (um 1800), der Stauweiher der ehemaligen Atscher Mühle und ein als Wohnhaus umgebautes vormaliges Industriegebäude. Ferner sind noch Strukturen des Mühlengrabens und eines weiteren Staubeckens im Gelände zu erkennen.                                                      | weitere Bilder |
| Bocksmühle Bocksmühle, Ortsteil Büsbach (Lage)           | Die Bocksmühle im oberen Indetal, 1646 als Besitz der Reichsabtei Kornelimünster erstmals erwähnt, wurde als Tiefmühle zur Kesselherstellung genutzt, während man sie 1690 als Drahtzug ausgewiesen hatte. Ab 1810 wurde dort eine Spinnerei betrieben (1906 abgebrannt). Heute werden die Restgebäude landwirtschaftlich genutzt. | Bocksmühle     |
| Buschmühle Buschmühle, Ortsteil Münsterbusch (Lage)      | Die Buschmühle liegt weiter unterhalb im Indetal an der gleichnamigen Verbindungsstraße Cockerillstraße zwischen Münsterbusch und Eilendorf. Sie wurde kurz nach dem Dreißigjährigen Krieg als Doppelhofanlage beidseits der heutigen Straße errichtet. Zu Beginn des 19. Jahrhunderts wurde hier durch ein Gemeinschaftsunternehmen von Johann Adam Schleicher und Johann Heinrich Schervier ein Messingwalzwerk betrieben. Wenig später diente das Anwesen der Textilfabrikation. Von den ursprünglichen Gebäuden ist nur das alte Herrenhaus rechtsseitig der Straße, in Richtung Eilendorf erhalten. Die Anlage hat dem heutigen Stolberger Zentralfriedhof seinen Namen gegeben. | Buschmühle     |
| Hamm-Mühle Hammmühle, Ortsteil Atsch (Lage)              | Ehemalige Mühle an der heute gleichnamigen Straße am Bacher Atsch, die 1592 von Mathias Peltzer erbaut wurde. Bis 1816 wurde sie als Messing-Mühle betrieben und anschließend von der Familie Schleicher übernommen. Ab 1865 begann die Umwidmung der Hamm-Mühle zum Textilstandort für die Unternehmen Otto Peltzer & Cie. (von 1865 bis etwa 1880), Philips & Mahée, Wollwäscherei und Karbonisieranstalt (ab etwa 1880 bis 1898) und die Aktien-Spinnerei Aachen. Nach deren Schließung und dem Abriss der Gebäude entstand Mitte der 1980er-Jahre auf dem Areal ein Gewerbegebiet.                                                                                                |                |
| Haumühle Haumühle, Ortsteil Münsterbusch (Lage)          | Im oberen Indetal gelegen wurde die Kupfermühle um 1580 von Georg von Wachtendonk. Zu Anfang des 19. Jh. bestand die Anlage noch aus zwei Hammerwerken zur Weiterverarbeitung von Plattenmessing. Seit Mitte des 19. Jahrhunderts bis 1963 diente die Haumühle dem Tuchmacher Franz Deutz und von 1882 bis 1963 der Firma Joseph van Gülpen. Mehrere Gebäude fielen 1938 einem Brand zum Opfer, in den verbliebenen befinden sich nunmehr kleinere Gewerbebetriebe. | weitere Bilder |

## Nichterhaltene Kupferhöfe
| Name/Lage                                                  | Beschreibung | Bild                                                     |
| ---------------------------------------------------------- | --- | -------------------------------------------------------- |
| Kupferhof Am Jordan Jordanstraße, Unterstadt (Lage)        | 1625 errichtete Kupfermeister Matthias Peltzer den Kupferhof Am Jordan und ging 1799 in den Besitz der Kupfermeisterfamilie Schleicher über. 1845 übernahm Peter Krings die „Jordanshütte“ und richtete in dem alten Gebäude eine Glashütte ein, die 1866 von der Rheinisch-Westfälischen Genossenschaftsbank übernommen wurde. Die Schließung erfolgte 1917 und der Abriss um 1950. | Jordanshütte                                             |
| Kupferhof Bauschenberg Zweifaller Straße, Oberstadt (Lage) | Der auch Buschenberg genannte Kupferhof bildete mit dem Reitwerk Dollartshammer und dem Straßburger Hof eine technische und nachbarschaftliche Einheit und wurde nach der benachbarten Anhöhe bezeichnet. In der zweiten Hälfte des 17. Jahrhunderts war Gottfried Schardinel Beisitzer des Kupferhofs, der zugleich auch den Dollartshammer betrieb. Anfang des 18. Jahrhunderts übernahm die Familie Prym die drei Werke und richtete auf dem Areal die späteren Prym-Werke ein. | Dollartshammer, Bauschenberg und Straßburger Hof um 1880 |
| Kupferhof Blankenberg Am Blankenberg, Unterstadt (Lage)    | Der Blankenberg am unteren Ende des heute gleichnamigen Verbindungsweges zwischen der Frankental- und der Ritzefeldstraße diente als Guts- bzw. Kupferhof. Da diese Anlage über keinerlei Wasserkraft und somit auch keine Hammerwerke verfügte, wurde und wird sie vielfach nicht als Kupferhof, sondern als Gut Blankenberg geführt. Jedenfalls bezeichnen sich die Herren des Blankenberges im 18. Jahrhundert nicht als Kupfermeister, sondern als Kupferschläger. Der gesamte Komplex wurde im Mai 1972 abgerissen. Das Gelände mit dem vom Birkengang kommenden, allee-ähnlichen Zugang weist heute parkartigen Charakter auf und wurde in das Naturschutzgebiet „Wiesenstraße – Donnerberg – Blankenberg“ integriert. Die Torpfeiler am Parkeingang sind Überbleibsel des repräsentativen Hofzugangs. | Kupferhof Blankenberg                                    |
| Kupferhof Ellermühle Ellermühlenstraße, Unterstadt (Lage)  | Auf dem Panoramabild Stolbergs aus dem Jahre 1548 ist die Ellermühle bereits als Fachwerkbau zu finden. Im Jahre 1663 wurde dieser oder ein späterer Bau durch einen steinernen Neubau, dem späteren Nordflügel, ersetzt. die Familie Schleicher erbaute 1776 einen weiteren Flügel entlang der heutigen Rathausstraße. Im Jahr 1831 wurde in dem Gebäude eine Baumwollweberei sowie eine Sayettspinnerei eingerichtet. Die zweiflüglige Anlage am Bastinsweiher wurde in den 1950er Jahren abgebrochen und durch das heutige Wohn- und Geschäftshaus aus Backstein auf ähnlichem Grundriss ersetzt. In der Nordwand des neuen Gebäudes ist ein originaler Wappenstein mit einem Allianzwappen der Familien Schleicher und Lynen eingelassen.                                                                | weitere Bilder                                           |
| Kupferhof Frankenthal Frankentalstraße, Unterstadt (Lage)  | 1658 erbaute Johann von Asten auf dem Gelände des heutigen Kulturzentrums den Kupferhof Frankental. 1903 erwarben ihn die Ordens-Schwestern vom armen Kinde Jesus und richteten hier das St. Vincenz Kinderheim ein. Das heutige Gebäude wurde 1929 errichtet. Nach der Schließung des Kinderheims 1970 ging die gesamte Anlage an die Stadt Stolberg über, die das Gebäude restaurierte und 1989 mit Stadtbücherei, Volkshochschule und Musikschule das Kulturzentrum einrichtete. | Kupferhof Frankental                                     |
| Kupferhof Krautlade Krautlade, Unterstadt (Lage)           | Der Kupferhof Alte Krautlade lag am heutigen Mühlener Ring zwischen den Kupferhöfen Stöck und Weide. 1565 wurde er von Johannes Raven erbaut. Seine Erben verkauften den Kupferhof 1609 an Heinrich Hansen. Dessen Schwiegersohn, Jeremias Hoesch I. der Ältere, übernahm bereits um 1610 die Anlage. Nachdem der Hof um 1780 Johannes Wuppermann aus Elberfeld erworben hatte, erhielt er den Namen Wuppermanns Hof. Zu Beginn des 19. Jahrhunderts wurde der Kupferhof stillgelegt und nach seiner Niederlegung war er unter seiner früheren Bezeichnung Namensgeber für den Krautladenplatz, der als Kirmes- und Zirkusplatz diente, bis er dem Bau der Umgehungsstraße Mühlener Ring/Europastraße weichen musste.                                                                                        | weitere Bilder                                           |
| Kupferhof Velau Alte Velau, Unterstadt (Lage)              | Der Hof Velau am Vichtbach kurz vor dessen Mündung in die Inde war der einzige Kupferhof auf Eschweiler Gebiet. Er wurde 1819 von Matthias Leonhard Schleicher zur Zinkhütte Velau umgebaut, der ersten im Aachener Raum, und 1837 zunächst vom Eschweiler Bergwerksverein und 1848 von der Eschweiler Gesellschaft übernommen. Vor dem Zusammenschluss mit der Stolberger Zink im Jahr 1926 wurde sie stillgelegt. |                                                          |